# St. Marys (Kansas)
St. Marys è un comune degli Stati Uniti d'America, situato nello Stato del Kansas, diviso tra la contea di Pottawatomie e la contea di Wabaunsee.